# 제인 랜돌프

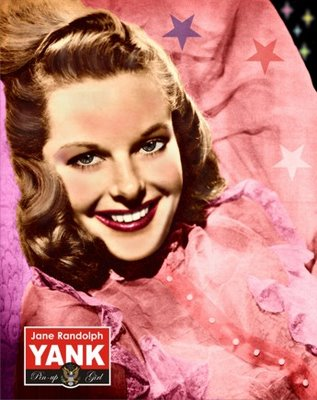

제인 랜돌프(Jane Randolph, 1915년 10월 30일 ~ 2009년 5월 4일)는 미국의 배우, 영화배우이다.
영스타운에서 태어났으며 크슈타트에서 사망하였다. 사인은 질병이다.

## 영화
- 애보트와 코스텔로 2 (1948년) - 조안 레이몬드 역
- 레일로디드 (1947년)
- 인 더 민타임, 다링 (1944년)
- 캣 피플 2 (1944년) - 앨리스 리드 역
- 캣 피플 (1942년) - 앨리스 무어 역
- 맨파워 (1941년)